# U-20-Fußball-Afrikameisterschaft 2007/Qualifikation
Die Qualifikation zur U-20-Fußball-Afrikameisterschaft 2007 wurde ausgetragen, um die sieben Endrundenteilnehmer neben Gastgeber Republik Kongo zu ermitteln. Die Spiele fanden zwischen dem 15. April und 22. Oktober 2006 statt.

## Modus
Die gemeldeten Mannschaften ermittelten in drei Qualifikationsrunden im K.-o.-System mit Hin- und Rückspielen die sieben Endrundenteilnehmer. Bei Torgleichheit entschied die Auswärtstorregel über das Weiterkommen. Herrschte hier ebenso Gleichstand, wurde ohne vorherige Verlängerung ein Elfmeterschießen durchgeführt.

## Vorrunde
Die Hinspiele wurden zwischen dem 15. und 17. April, die Rückspiele am 29. und 30. April 2006 ausgetragen.
|                         | Gesamt    |                         | Hinspiel | Rückspiel |
| ----------------------- | --------- | ----------------------- | -------- | --------- |
| Madagaskar              | (a)3:3(a) | Mauritius               | MUS1:1   | 2:2       |
| Malawi                  | 3:0       | Botswana                | 2:0      | 1:0       |
| Ruanda                  | 2:1       | Äthiopien               | 2:1      | 0:0       |
| Sudan                   | 1:6       | Tunesien                | 1:3      | 0:3       |
| Swasiland zurückgezogen | :         | Mosambik                | :        | :         |
| Uganda zurückgezogen    | :         | Simbabwe                | :        | :         |
| Niger                   | (a)3:3(a) | Togo                    | 2:0      | 1:3       |
| Äquatorialguinea        | 2:1       | Gabun                   | 0:0      | 2:1       |
| Sierra Leone            | 1:5       | Gambia                  | 1:1      | 0:4       |
| Mauretanien             | 1:4       | Guinea                  | 0:0      | 1:4       |
| Senegal                 | :         | Kap Verde zurückgezogen | :        | :         |
| DR Kongo                | 4:1       | Namibia                 | 3:0      | 1:1       |
| Libyen                  | 1:3       | Algerien                | 0:2      | 1:1       |
| Kenia                   | 1:0       | Dschibuti               | 1:0      | :         |

Zwischen Kenia und Dschibuti wurde nur ein Spiel ausgetragen. Die übrigen Mannschaften hatten spielfrei.

## Erste Runde
Die Hinspiele wurden zwischen dem 4. und 6. August, die Rückspiele zwischen dem 18. und 20. August 2006 ausgetragen.
|                     | Gesamt    |                        | Hinspiel | Rückspiel |
| ------------------- | --------- | ---------------------- | -------- | --------- |
| Sambia              | 5:2       | Madagaskar             | 4:1      | 1:1       |
| Südafrika           | 4:3       | Simbabwe               | 1:0      | 3:3       |
| Angola              | 2:3       | Elfenbeinküste         | 0:0      | 2:3       |
| Burundi             | 2:1       | Mosambik               | 1:0      | 1:1       |
| Ghana               | 4:1       | Senegal                | 2:0      | 2:1       |
| Burkina Faso        | :         | DR Kongo zurückgezogen | :        | :         |
| Marokko             | 2:4       | Gambia                 | 2:2      | 0:2       |
| Nigeria             | 3:2       | Äquatorialguinea       | 3:0      | 0:2       |
| Lesotho             | 2:3       | Malawi                 | 2:1      | 0:2       |
| Ägypten             | 4:2       | Algerien               | 4:0      | 0:2       |
| Kamerun             | (a)2:2(a) | Niger                  | 1:0      | 1:2       |
| Benin zurückgezogen | :         | Tunesien               | :        | :         |
| Ruanda              | 2:0       | Kenia                  | 1:0      | 1:0       |
| Mali                | 2:0       | Guinea                 | 1:0      | 1:0       |

## Zweite Runde
Die Hinspiele wurden am 30. September und 1. Oktober, die Rückspiele am 21. und 22. Oktober 2006 ausgetragen.
|              | Gesamt          |                | Hinspiel | Rückspiel |
| ------------ | --------------- | -------------- | -------- | --------- |
| Nigeria      | 6:0             | Ruanda         | 5:0      | 1:0       |
| Südafrika    | 2:3             | Sambia         | 2:1      | 0:2       |
| Tunesien     | 1:3             | Elfenbeinküste | 1:1      | 0:2       |
| Mali         | 2:3             | Gambia         | 1:1      | 1:2       |
| Burkina Faso | 1:1 (4:3 i. E.) | Ghana          | 1:0      | 0:1       |
| Kamerun      | 4:0             | Malawi         | 2:0      | 2:0       |
| Burundi      | 0:3             | Ägypten        | 0:1      | 0:2       |

## Ergebnis
Nigeria, Sambia, die Elfenbeinküste, Gambia, Burkina Faso, Kamerun und Ägypten qualifizierten sich für die Endrunde.